# Skogarnas dotter
Skogarnas dotter (engelska: The Shepherd of the Hills) är en amerikansk långfilm från 1941 i regi av Henry Hathaway, med John Wayne, Betty Field, Harry Carey och Beulah Bondi i rollerna. Filmen bygger på romanen The Shepherd of the Hills av Harold Bell Wright.

## Handling
Matt (John Wayne) har lovat att döda mannen som dödade hennes mamma, sin egen far. Han inser snart att fadern inte är mannen han söker, utan en viss Howitt (Harry Carey).

## Rollista

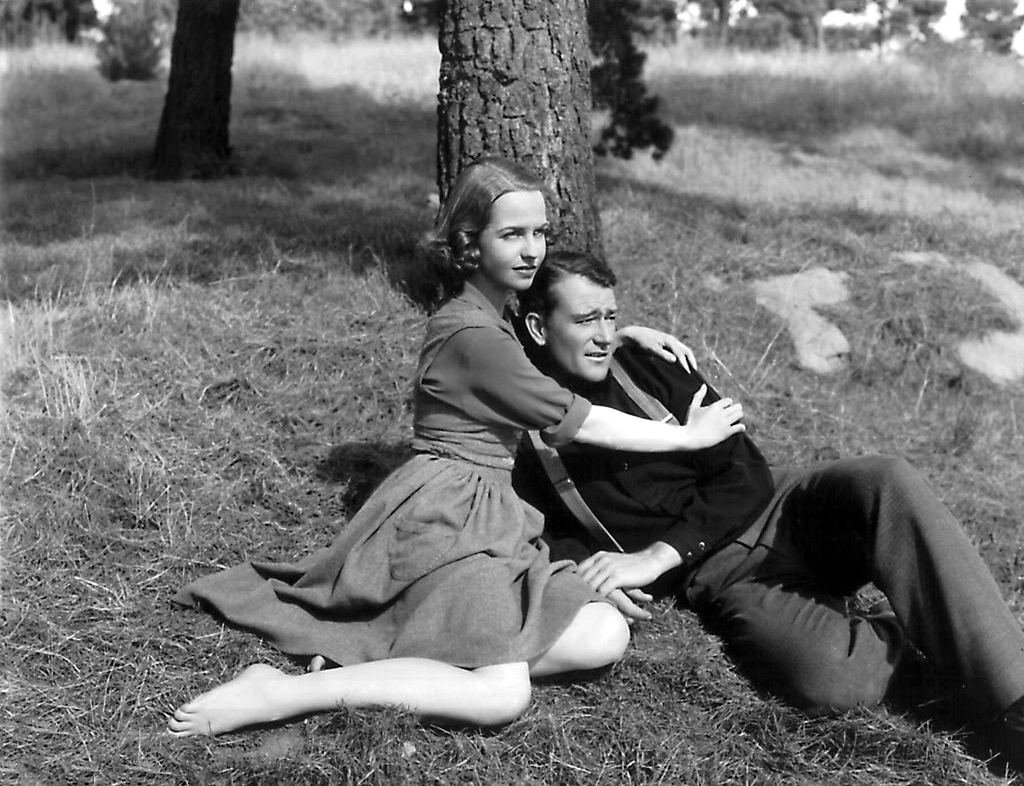
Betty Field och John Wayne. Publicitetsfoto taget för filmens marknadsföring.

| John Wayne      | – Young Matt    |
| Betty Field     | – Sammy Lane    |
| Harry Carey     | – Daniel Howitt |
| Beulah Bondi    | – Aunt Mollie   |
| James Barton    | – Old Matt      |
| Samuel S. Hinds | – Andy Beeler   |
| Marjorie Main   | – Granny Becky  |
| Ward Bond       | – Wash Gibbs    |
| Marc Lawrence   | – Pete          |
| John Qualen     | – Coot Royal    |
| Fuzzy Knight    | – Mr. Palestrom |
| Tom Fadden      | – Jim Lane      |
| Olin Howland    | – Corky         |
| Dorothy Adams   | – Elvy          |
| Virita Campbell | – Baby          |

## Produktion
Ett flertal andra skådespelare var påtänkta för huvudrollen innan Wayne togs in: Tyrone Power, John Garfield, Lynne Overman, Robert Preston och Burgess Meredith.
Scenerna med skogsbrand i filmen spelades in San Bernardino Mountains under ledning av federala skogvaktare.

## Om filmen
Skogarnas dotter spelades in i Technicolor och var John Waynes första färgfilm. Regissören Hathaway regisserade även Waynes Oscarsvinnande prestation i De sammanbitna (1969).
Harold Bell Wrights roman hade tidigare spelats in 1919, 1928 och senare även 1964. Alla filmerna, inklusive denna, hade samma originaltitel som Wrights roman: The Shepherd of the Hills.